# Rubinkehltangare
Die Rubinkehltangare oder Rotkehltangare (Nemosia rourei) ist ein sehr seltener Singvogel aus der Familie der Tangaren. Sie ist endemisch in Espírito Santo, Brasilien und galt zwischen 1870 und 1941 sowie zwischen 1941 und 1998 als verschollen.

## Beschreibung
Sie erreicht eine Länge von 14 cm. Die Flügellänge beträgt 8,5 cm und die Schwanzlänge 6,2 cm. Die Oberseite weist eine aschgraue Färbung auf, der Rücken ist dunkler gefärbt. Der Bauch ist weiß. Schwanz und Flügel sind schwarz, wobei die großen Oberflügeldecken einen bläulichen Schimmer aufweisen. Die inneren Armschwingen haben eine schwarze Innenfahne und eine graue Außenfahne. Ein breiter dunkler Augenstreif verläuft von der Stirn durch die Region der Augen und Ohren bis zum Hinternacken. Die Haube ist grau. Kinn und Kehle sind durch eine kirschrote Tönung gekennzeichnet, die bis zur Brustmitte reicht. Die Iris ist orange und die Beine rosa. Ihr Gesang besteht aus einer komplexen Folge aus dünnen Trillern und Doppelpfiffen.

## Verbreitung
Ihr Vorkommen ist gegenwärtig auf ein Brutareal von 31 km² in der Region Fazenda Pindobas IV in Espírito Santo  beschränkt. Früher war sie in den Bundesstaaten Espírito Santo, Minas Gerais und Rio de Janeiro verbreitet.

## Lebensweise
Bis zu ihrer Wiederentdeckung im Jahre 1998 war über Lebensweise nichts bekannt. Heute weiß man, dass sie im Blätterdach von feuchten Bergwäldern in Höhen von 900 bis 1.100 m über NN vorkommt. Die Vögel gehen innerhalb der Kronen von hohen Bäumen auf Nahrungssuche. Zum Waldrand hin kann man sie gelegentlich auch in niedrigeren Baumregionen beobachten. Sie scheint Äste mit Moos- und Flechtenbewuchs zu bevorzugen. Häufig ist sie in Schwärmen mit anderen Vogelarten anzutreffen. Ihre Nahrung besteht offenbar aus Gliederfüßern. Nestbauten wurden im Spätnovember beobachtet.

## Wiederentdeckung und Gefährdung
Die Rubinkehltangare war lange Zeit nur durch ein einziges männliches Exemplar bekannt, dass 1870 vom Vogelsammler Jean de Roure nach eigenen Angaben in Muriahié am Nordufer des Rio Parahyba do Sul, Minas Gerais entdeckt wurde und über den Schweizer Ornithologen Carl Hieronymus Euler an den deutschen Ornithologen Jean Louis Cabanis ins Museum für Naturkunde nach Berlin gesandt wurde. 
Heute wird theoretisiert, dass der Herkunftsort des Holotypus nicht Muriahié, sondern vermutlich Macaé in Rio de Janeiro gewesen sein könnte, da die angegebenen Höhenangaben aus Muriahié von 210 m nicht mit den heutigen übereinstimmen. 1941 wurde die Rubinkehltangare zum ersten Mal durch Helmut Sick wiederentdeckt, der bei Itarana in der Jatibocas Region von Espírito Santo acht Exemplare beobachten konnte. Danach blieb sie wieder verschollen, bis es 1995 durch den Ornithologen Dereck A. Scott eine weitere Sichtung gab. Scott war sich jedoch nicht sicher, ob er wirklich diese Art entdeckt hatte. Am 22. Februar 1998 gelang es schließlich sechs brasilianischen Forschern zehn Exemplare der Rubinkehltangare in der Region von Fazenda Pindobas IV in Espírito Santo wiederzuentdecken, zu fotografieren und ihren Gesang aufzunehmen. 
Durch die Vernichtung ihres Lebensraumes ist die Rubinkehltangare noch immer vom Aussterben bedroht. Weite Teile ihres ehemaligen Verbreitungsgebietes sind durch Rodung zerstört. Birdlife schätzt ihren Bestand zwischen 50 und 250 Exemplare.